# En røff guide til Anne Grete Preus
En røff guide til Anne Grete Preus är ett samlingsalbum med Anne Grete Preus. Albumet innehåller remastrade utgåvor av tidigare utgivna låtar och lanserades endast digitalt i samband med Anne Grete Preus medverkan i TV-serien Hver gang vi møtes på norsk TV2.

## Låtlista
1. "Når himmelen faller ned" (singel) – 3:53
2. "Millimeter" (från Millimeter) – 5:14
3. "Månens elev" (från Millimeter) – 4:13
4. "God nok som du er" (från Om igjen for første gang) – 4:24
5. "Fryd" (från Lav sol! Høy himmel) – 5:49
6. "Amatør" (från Nesten alene) – 4:09
7. "Sommerfuglvinger" (från Og høsten kommer tidsnok) – 4:40
8. "Har alt" (från Vrimmel) – 3:18
9. "Vise om byen Hiroshima" (Jens Bjørneboe/Anne Grete Preus, från Fullmåne) – 4:21
10. "Verden er et vakkert sted (for noen)" (från Nesten alene) – 3:13
11. "Walids sang" (Walid al-Kubaisi/Anne Grete Preus, från Nesten alene) – 5:31
12. "Jeg er en by" (från Lav sol! Høy himmel) – 5:17
13. "Amors lille spøk" (från Om igjen for første gang) – 4:37
14. "Ro meg over" (från Lav sol! Høy himmel) – 4:32
15. "Hjertets lys" (från Vrimmel) – 5:02
16. "To venner" (från Om igjen for første gang) – 4:36
17. "Vår" (från Når dagen roper) – 3:39
18. "Fylt av min kjærlighet" ("To Make You Feel My Love" av Bob Dylan, norsk text: Anne Grete Preus, från Nesten alene) – 3:12
19. "Nattsang" (från Om igjen for første gang) – 5:00
20. "Uro" (från Millimeter) – 4:09
21. "Til eller fra?" (från Alfabet) – 4:58
22. "Møtested" (från Når dagen roper) – 4:14
23. "Besøk" (Jens Bjørneboe/Anne Grete Preus, från Fullmåne) – 4:00
24. "Ti bud til en ung mann som vil frem i verden" (Jens Bjørneboe/Anne Grete Preus, från Nesten alene) – 3:53
25. "Hele havet inni et lite skjell" (från Alfabet) – 4:45
26. "Vrimmel" (från Vrimmel) – 3:50
27. "Hun lærer fuglene å synge" (från Vrimmel) – 5:33
28. "Elsker jeg deg?" (från Nesten alene) – 5:08
29. "Blå april" (från Og høsten kommer tidsnok) – 2:42
30. "Gjenkjent" (från Når dagen roper) – 3:17
31. "Bornholm kafé" (från Nesten alene) – 4:26
32. "Speilet" (från Millimeter) – 5:32
33. "Stemmene inni" (från Millimeter) – 3:21
34. "Ønske" (från Og høsten kommer tidsnok) – 5:41
35. "Åndelig matematikk" (från Når dagen roper) – 3:27
36. "Ynglingen" (Jens Bjørneboe/Anne Grete Preus, från Fullmåne) – 4:13
37. "Om igjen for første gang" (från Om igjen for første gang) – 7:54

- Alla låtar skrivna av Anne Grete Preus där inget annat anges.